# Parc public Weinberg
Le parc public Volkspark am Weinberg (également appelé Weinbergspark ) est le seul Volkspark (parc public) de la localité berlinoise de Mitte dans le district du même nom et couvre une superficie de 4,3 hectares (10,625531383 acre). Il est bordé par Weinbergsweg au sud-est, Brunnenstraße au sud-ouest, Veteranenstraße au nord-ouest et Fehrbelliner Straße au nord-est. Le nom Weinberg (vignoble) remonte aux vignobles qui occupaient autrefois la colline sur laquelle le parc est maintenant situé. Depuis la fin des années 1970, le parc est classé comme jardin historique (Gartendenkmal).

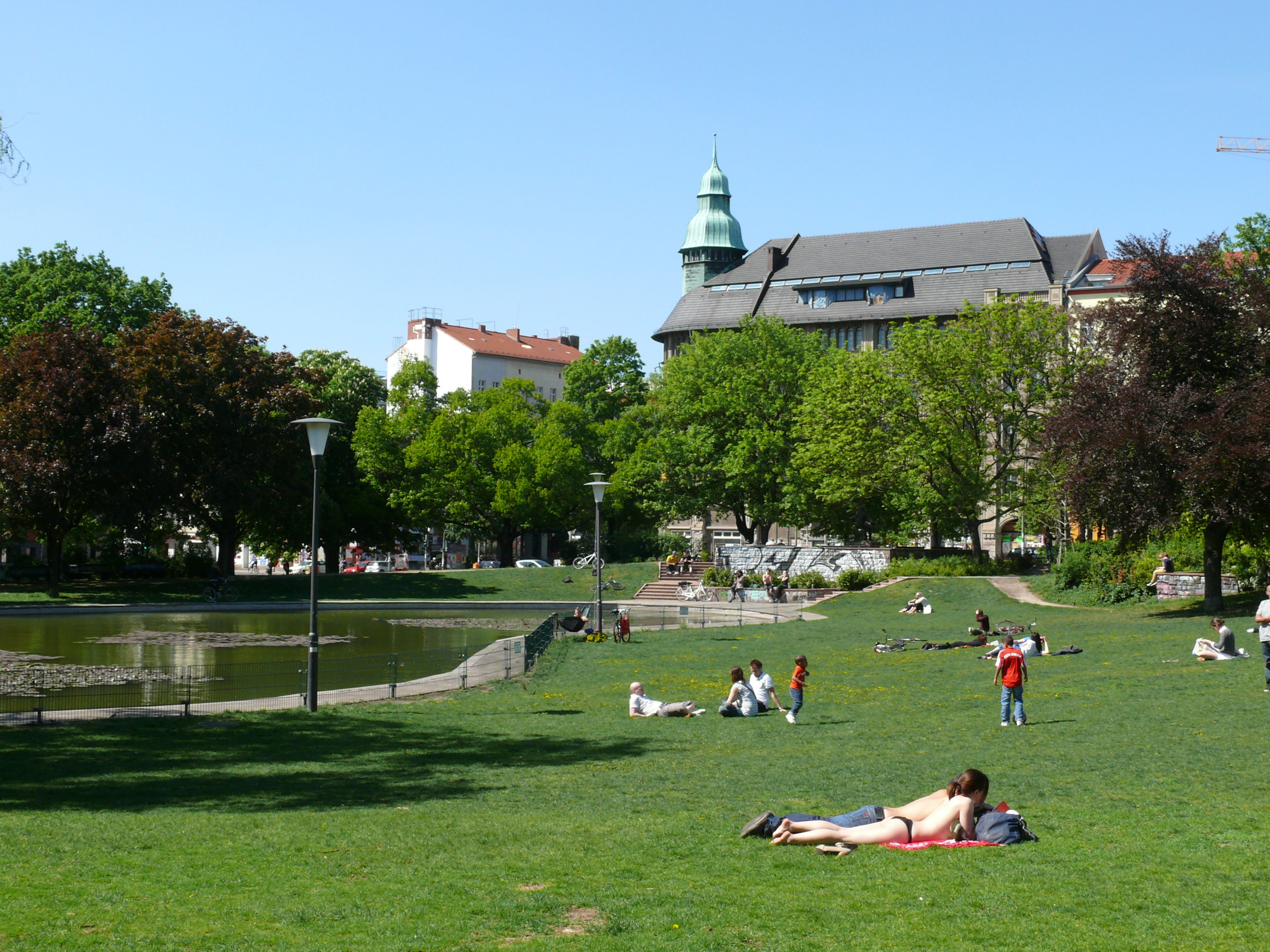
Pelouse pour la détente, 2011

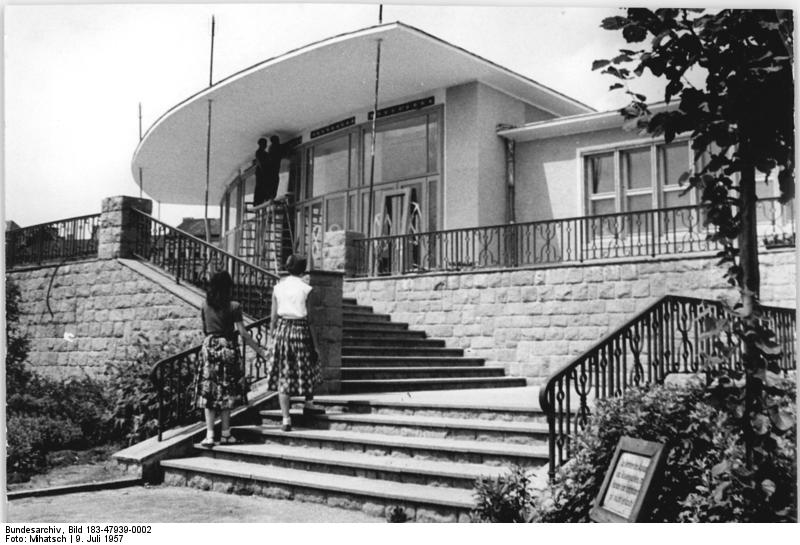
Café, 1957

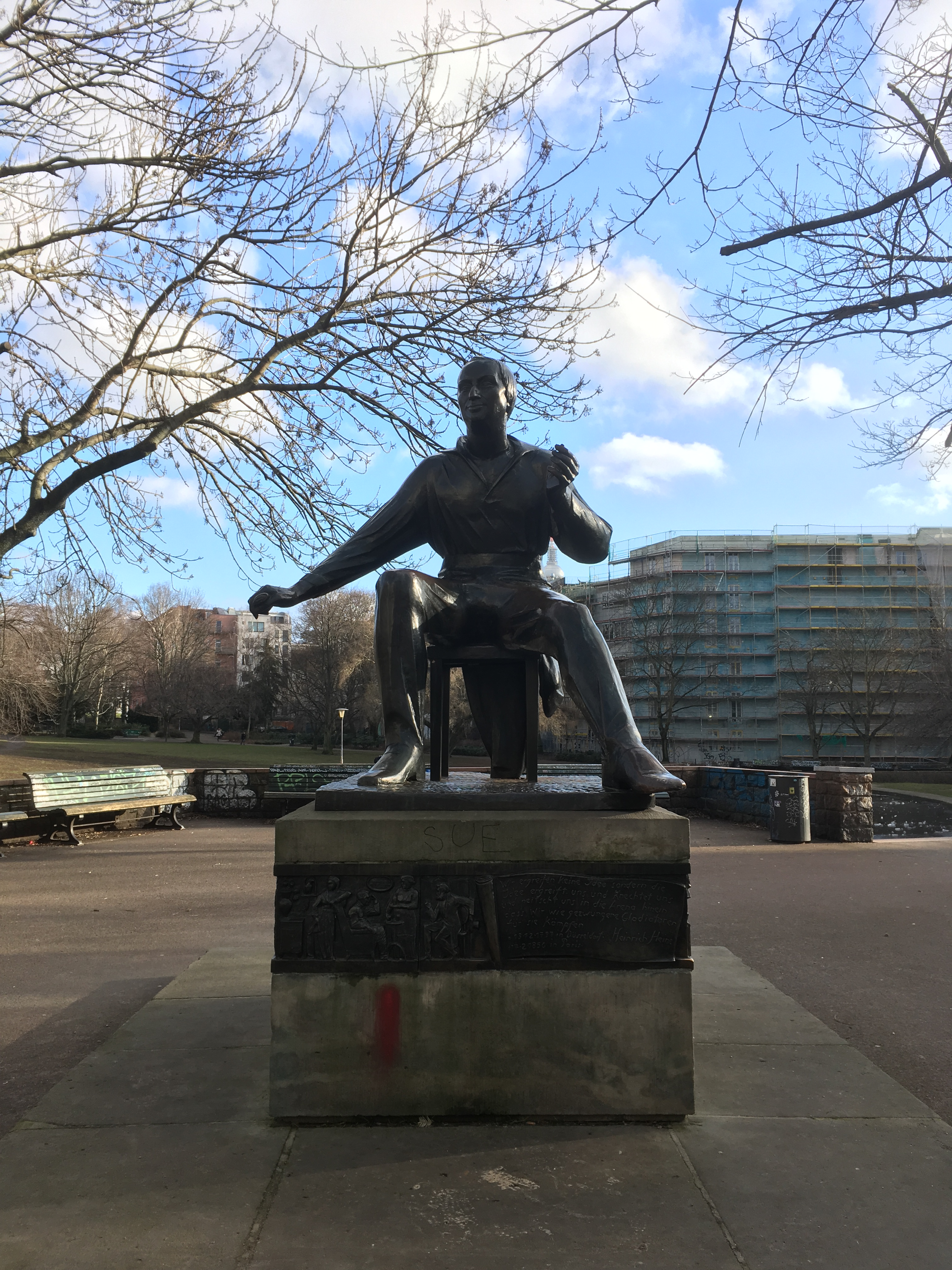
Statue de Heinrich Heine à l'entrée du parc

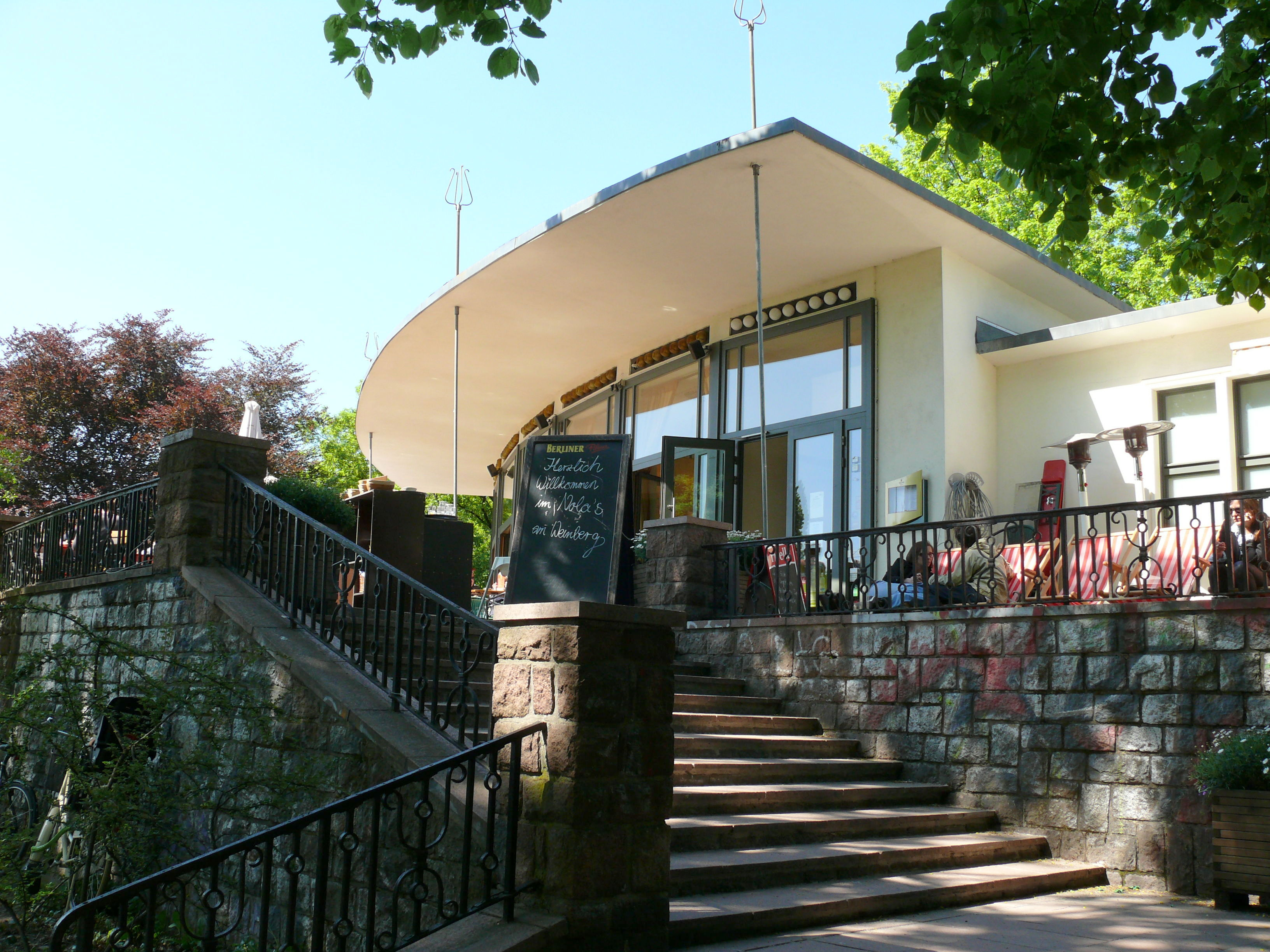
Café, 2011

## Histoire
Un développement Gründerzeit (période des fondateurs) existait sur l'emplacement du parc actuel depuis le milieu du XVIIIe siècle. Dans la zone le long de la Invaliden- et Brunnenstraße, et de Fehrbelliner Straße jusqu'au niveau de Zehdenicker Straße, a été utilisée comme la plantation de mûrier et abritait la Villa Wollank. Plus tard, l'espace a été utilisé comme Biergarten (brasserie de plein air) et site d'amusement.
À partir de 1936, une partie de la villa appartenant au parc est louée à la ville de Berlin et ouverte au public. Plusieurs théâtres ont ouvert de chaque côté du parc, dont le Walhalla-Theater avec Carows Lachbühne. Pendant la Seconde Guerre mondiale, les raids aériens alliés à partir de 1943 ont détruit les bâtiments et les développements autour du parc actuel de Weinberg, la zone étant débarrassée des débris après la guerre. En 1954-1956, le parc a été construit selon les plans de l'architecte paysagiste Helmut Kruse, qui a planifié un parc richement structuré avec diverses zones d'utilisation en tenant compte de l'emplacement à flanc de colline.
Entre 1957 et 1958, le bâtiment Café am Weinberg a été construit sur le plateau surélevé, offrant aux visiteurs une vue panoramique sur le parc. Le bâtiment a été conçu par Hans Jahrig et Max Kowohl. Dans le coin sud-ouest du parc, un étang en forme de rein a été aménagé, entouré d'une pelouse centrale pour les bains de soleil. Le parc occupait une position spéciale dans le plan vert de Berlin des années 1950, car il est le seul parc de sa taille et de sa forme formelle constamment indépendante, à une époque où la restauration ou le renouvellement des parcs endommagés par la guerre était le principal objectif de la ville.

## Description
Entre les bâtiments restants de l'Invalidenstrasse et de la Weinbergsweg se trouve une roseraie avec une fontaine, une aire de jeux et une installation sportive avec un terrain de football et des tables de ping-pong, séparées du côté nord.
D'autres jardins thématiques, tels que le Heidegarten, le Schau- und Sichtungsgarten et l' Alpinum, conçus pour initier les Berlinois à une grande variété de types de plantes, sont situés le long des principales voies d'accès entourant la pelouse centrale. Au nord-ouest du parc se trouve le monument de Waldemar Grzimek dédié au poète Heinrich Heine de 1955, qui devait à l'origine être exposé à Kastanienwäldchen (Unter den Linden) en 1956. Cependant, la sculpture a été érigée ici dans ce parc public en 1958.
Sur la base de la statue, on peut lire une citation de Heinrich Heine : "Nous ne saisissons pas une idée mais l'idée nous saisit et nous asservit et nous fouette dans l'arène comme des gladiateurs forcés à se battre pour elle."

## Usage
La pelouse sur le versant sud-ouest est un lieu de bronzage d'été populaire pour les habitants. En contrebas de la pelouse se trouve un étang artificiel, au-dessus un restaurant et café suisse, la roseraie, une aire de jeux et un complexe sportif avec un terrain de football et des tables de ping-pong, tous utilisés de manière intensive.
Bien que la zone résidentielle des environs soit l'une des zones avec le plus grand nombre d'enfants à Berlin, le parc n'a pas été correctement entretenu depuis des années. Ce n'est qu'après que les résidents ont demandé des réparations lors des réunions de quartier et en recueillant des signatures afin de contrer la prolifération de la drogue, que le Sénat a débloqué des fonds pour ce parc. Des contrôles réguliers sont effectués dans le parc par le poste de police directement adjacent au parc. Cela et les rapports dans la presse à sensation ont déclenché un débat contre une condamnation radicale des dealers,. Peu de temps après, en août 2007, le conseil de l'arrondissement a fourni des fonds pour la réparation et l'extension du système d'éclairage du parc.
Depuis fin 2005, le Volkspark am Weinberg a été rénové avec un budget d'environ un million d'euros.

## Théâtre de banlieue à Weinbergsweg
Julie Gräbert (1803–1871), mieux connue sous le nom de Mutter Gräbert (Mère Gräbert), était responsable du Théâtre de banlieue du Weinbergsweg à partir de 1854. Le théâtre s'est rapidement fait connaître dans la ville en raison de son «berlinisme primitif» (berlinisme d'origine, référence à son utilisation du dialecte berlinois). Ici, le «Berliner Posse» a trouvé une maison à côté du Wallner-Theater.
Le théâtre a finalement été victime de la période Gründerzeit - après la mort de Gräbert en 1871, il a été démoli en 1873 et Zehdenicker Straße a été construit à sa place. Julie Gräbert a été enterrée dans le cimetière voisin Elisabeth-Kirchhof. [réf. nécessaire]